# Mostra Internacional de Cinema de São Paulo

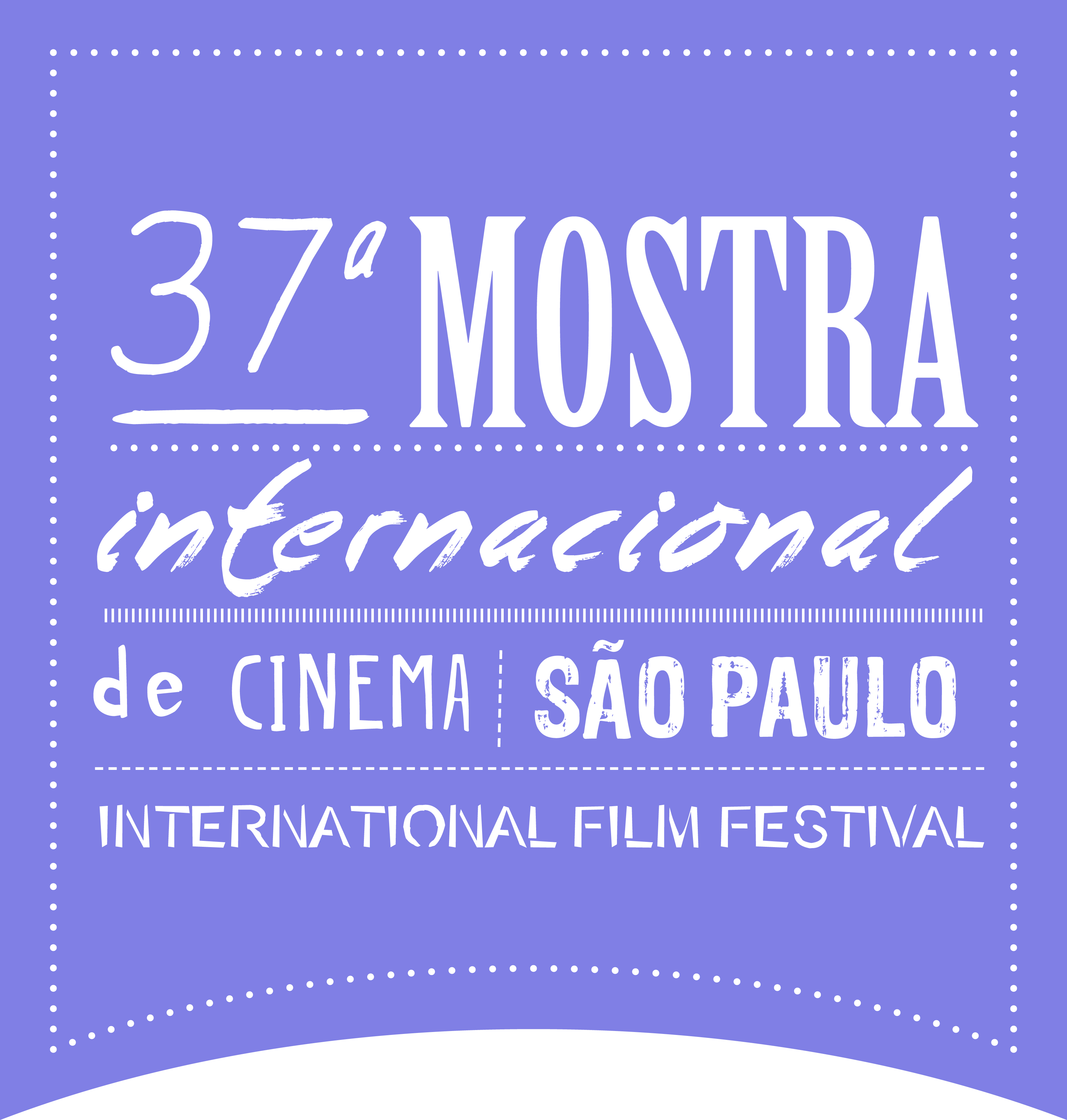
Offizielles Logo der 37. Auflage.

Das Internationale Filmfestival von São Paulo, offiziell portugiesisch Mostra Internacional de Cinema de São Paulo, ist ein jährlich im Oktober stattfindendes Filmfestival in São Paulo, Brasilien. Es zählt zu den großen Filmfestivals in Südamerika. Es fand das erste Mal 1977 statt. Gezeigt werden internationale Spiel- und Dokumentarfilme. Das Festival wird von der Non-Profit-Organisation ABMIC (Associação Brasileira Mostra Internacional de Cinema) veranstaltet.